# Krýsuvíkurvegur
La Krýsuvíkurvegur (42) è una strada dell'Islanda che da Hafnarfjörður scende a sud ovest verso la Suðurstrandarvegur, transitando nei pressi dell'area geotermale di Krýsuvík e del lago Grænavatn.

## Galleria d'immagini

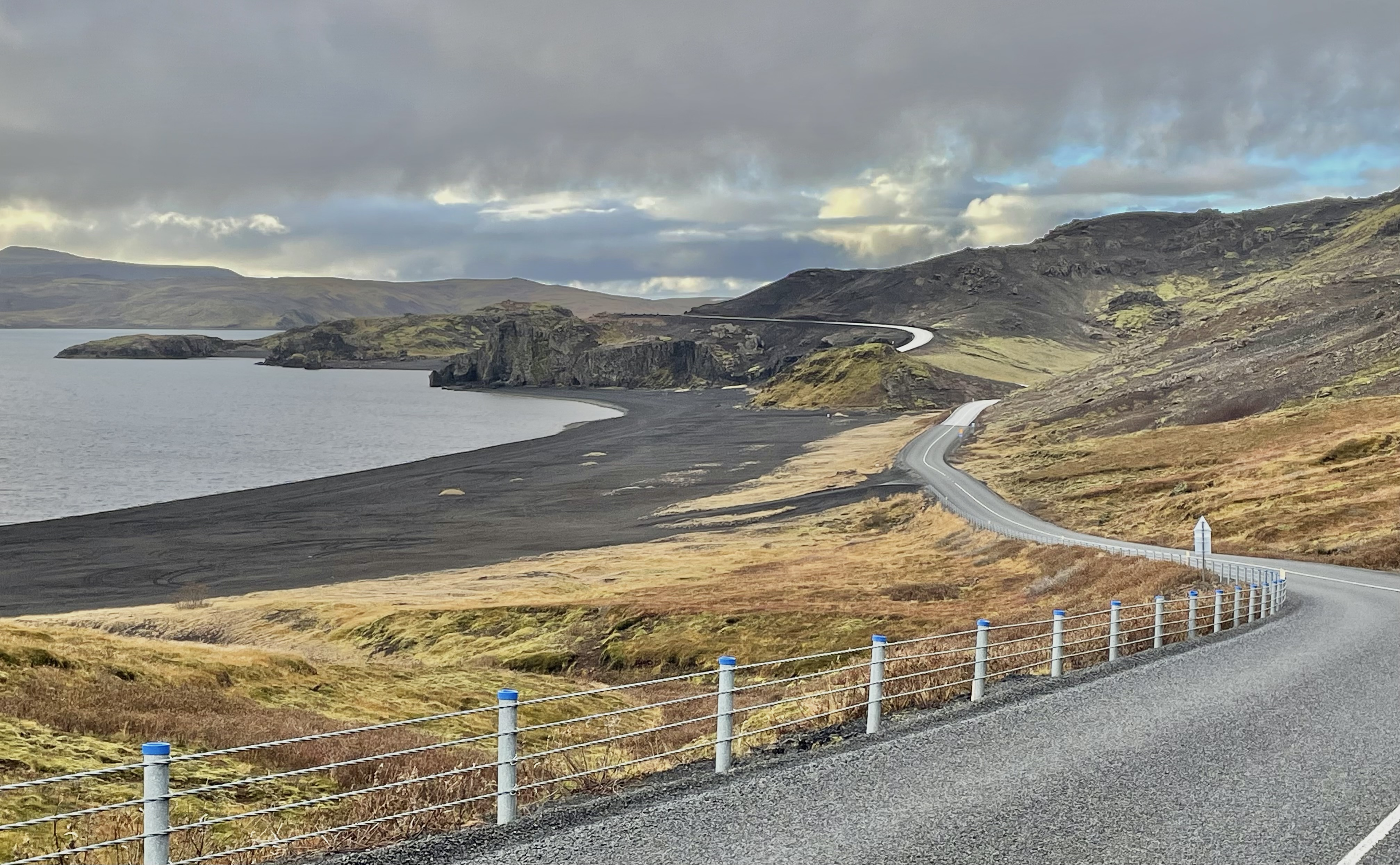
Lago di Kleifarvatn
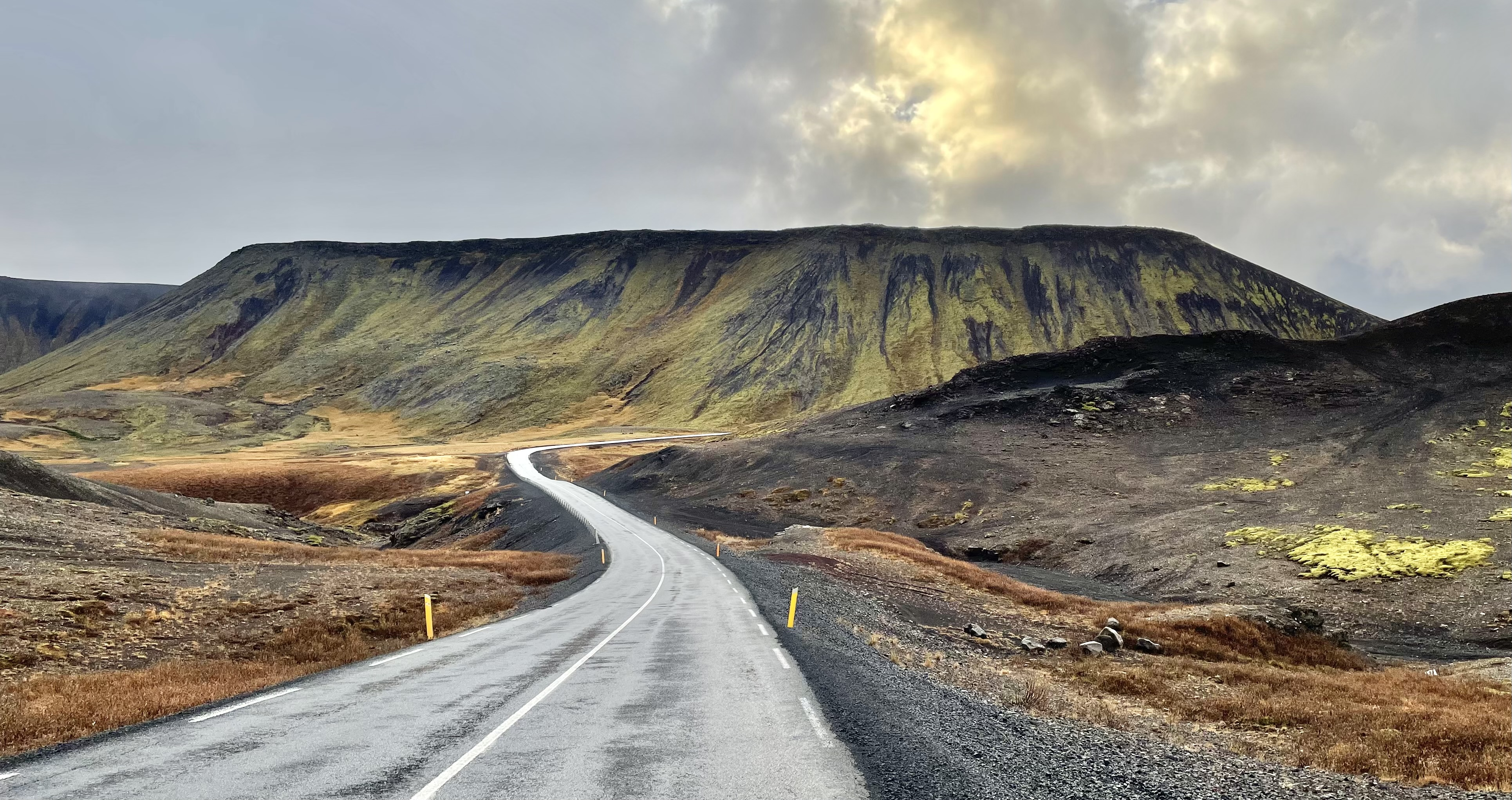
Vatnshliðarhorn